# 2022 год в палеоихтиологии
Палеоихтиология — раздел палеонтологии, объектом изучения которого являются древние бесчелюстные и рыбы.
В нижеследующем списке перечислены исследования, связанные с изучением ископаемых остатков бесчелюстных и рыб, опубликованные в рецензируемой литературе в 2022 году.

## Исследования общей направленности
- Ferrón & Donoghue опубликовали исследование эволюции скорости плавания ранних позвоночных, основанное на изучении морфологии хвостового плавника палеозойских круглоротых (Myxinidae и Petromyzontidae), бесчелюстных представителей стволовой группы челюстноротых (Conodonta, Anaspida, Pteraspidomorphi, Thelodonti и Osteostraci) и плакодерм. Исследователи пришли к выводу, что микросквамозные таксоны (телодонты и анаспиды) обладали более высокими способностями к плаванию, чем позвоночные с жёстким костным панцирем (включая плакодерм). Это свидетельствует о том, что появление активных нектонических позвоночных произошло задолго до девонского периода[2].
- Scott & Anderson опубликовали исследование морфологических сходств силурийских и девонских бесчелюстных и челюстноротых. Целью палеонтологов было выявление групп, конкурировавших с наибольшей и наименьшей вероятностью, и проверка гипотезы, согласно которой вымирание большинства групп бесчелюстных объясняется конкуренцией с челюстноротыми. Авторы работы не нашли свидетельств вытеснения бесчелюстных челюстноротыми в результате конкуренции[3].
- Gai et al. опубликовали исследование эволюции области брызгальца позвоночных от бесчелюстных до четвероногих[4].
- Deakin et al. опубликовали исследование морфологии нижней челюсти силурийских и девонских челюстноротых, а также функциональных возможностей их челюстей[5].
- Tackett, Zierer & Clement описали скопление ихтиолитов[англ.] из верхнетриасовой формации Лунинг[англ.] (Невада, США), увеличивающее известное разнообразие морских позвоночных из верхнего триаса США с четырёх до как минимум 14 родов. Описанные ихтиолиты более сходны с таковыми из отложений низкоширотной Европы, чем из высокоширотной Канады. Исследование показывает, что несколько таксонов рыб, ранее считавшихся эндемичными для Европы, могли быть космополитами[6].
- Ebersole et al. опубликовали обзор морских рыб из верхнемеловой (кампанской) рыбушкинской свиты в Саратовской области (Россия), представленных цельноголовыми, пластиножаберными и костистыми[7].
- Salvatteci et al. предприняли попытку реконструкции ихтиофауны и океанографических условий у берегов Перу во времена последнего межледниковья, основываясь на данных, полученных при изучении отложений, которые соответствуют северной части Перуанского течения[8].

## Бесчелюстные

### Примитивныепозвоночные
- Tian et al. описали новые экземпляры юннанозоона (Yunnanozoon), которые были изучены ими с помощью рентгеновского микротомографа и других современных технологий. В результате палеонтологам удалось обосновать наличие у этого животного развитого жаберного скелета из клеточного хряща и внеклеточного микрофибриллярного матрикса, как у позвоночных. По мнению авторов работы, описанные ими особенности строения свидетельствуют о принадлежности юннанозоона к стволовой группе позвоночных[9][10]. В заголовке комментария к исследованию, который был опубликован в том же выпуске Science, Miyashita назвал юннанозоона «арко-типичным» позвоночным[10][11].

### Конодонты
| Название                   | Новшество | Авторы               | Возраст        | Типовая местность                   | Страна                            | Илл. | ZB |
| -------------------------- | --------- | -------------------- | -------------- | ----------------------------------- | --------------------------------- | ---- | -- |
| Belodella salairica        | Sp. nov   | Izokh                | Средний девон  |                                     | Россия · ( Кемеровская область)   |      |    |
| Caudicriodus yolkini       | Sp. nov   | Izokh                | Средний девон  |                                     | Россия · ( Кемеровская область)   |      |    |
| Juanognathus? denticulatus | Sp. nov   | Zhen, Allen & Martin | Нижний ордовик | Формация Намбит (Nambeet Formation) | Австралия · ( Западная Австралия) |      |    |

- Изучив отношения Sr/Ca и Ba/Ca в конодонтовых элементах[англ.], Terrill et al. пришли к выводу о том, что силурийские конодонты из готландской сукцессии (Gotland succession) в Швеции занимали разные трофические ниши[14].
- Ferretti et al. изучили разнообразие конодонтов, живших на границе силура и девона вдоль северной Гондваны[15].
- Girard et al. опубликовали исследование морфологической изменчивости конодонтовых элементов Icriodus alternatus. Авторы работы интерпретировали свои результаты как указывающие на то, что подвиды этого вида, описанные из верхнего фран и нижнего фамена[англ.], представляют собой морфологии конечных членов, характеризующие разные стадии роста[16].
- Zhuravlev & Plotitsyn сравнили динамику разнообразия конодонтов северо-восточной Лавруссии и северо-восточной Сибири в течение турнейского века и пришли к выводу, что причиной массового вымирания конодонтов на границе среднего и позднего турнея могли быть изменения в трофической цепи[17].
- von Bitter, Norby & Stamm изучили состав конодонтовых элементов Lochriea commutata и проверили критерии отнесения других видов конодонтов каменноугольного периода к роду Lochriea[англ.][18].

### Круглоротые
- Chevrinais et al. (2022) опубликовали исследование онтогенеза миногообразного Euphanerops longaevus[19].

### Парноноздрёвые
| Название                          | Новшество                  | Авторы                  | Возраст | Типовая местность | Страна | Примечания | Илл. | ZB |
| --------------------------------- | -------------------------- | ----------------------- | ------- | ----------------- | ------ | --- | ---- | -- |
| Aenigmaspis                       | Gen. et sp. nov            | Thorsteinsson & Elliott |         |                   | Канада | Гетерострак. Включает единственный вид — A. falcata.                                                                                            |      |    |
| Anomalaspis                       | Gen. et sp. nov            | Thorsteinsson & Elliott |         |                   | Канада | Гетерострак из семейства Traquairaspididae отряда Traquairaspidiformes. Включает единственный вид — A. lacruma.                                 |      |    |
| Archegonaspis cornwallisensis     | Sp. nov                    | Thorsteinsson & Elliott |         |                   | Канада | Гетерострак из семейства Cyathaspididae. |      |    |
| Arctictenaspis borealis           | Sp. nov                    | Thorsteinsson & Elliott |         |                   | Канада | Гетерострак из семейства Ctenaspidae. |      |    |
| Ariaspis cristata                 | Sp. nov                    | Thorsteinsson & Elliott |         |                   | Канада | Гетерострак из семейства Ariaspidae. |      |    |
| Ariaspis majuscula                | Sp. nov                    | Thorsteinsson & Elliott |         |                   | Канада | Гетерострак из семейства Ariaspidae. |      |    |
| Ariaspis multijubata              | Sp. nov                    | Thorsteinsson & Elliott |         |                   | Канада | Гетерострак из семейства Ariaspidae. |      |    |
| Ariaspis nassichuki               | Sp. nov                    | Thorsteinsson & Elliott |         |                   | Канада | Гетерострак из семейства Ariaspidae. |      |    |
| Ariaspis perryi                   | Sp. nov                    | Thorsteinsson & Elliott |         |                   | Канада | Гетерострак из семейства Ariaspidae. |      |    |
| Canadapteraspis formosa           | Sp. nov                    | Thorsteinsson & Elliott |         |                   | Канада | Гетерострак из семейства Protopteraspididae. |      |    |
| Canadapteraspis uniformis         | Sp. nov                    | Thorsteinsson & Elliott |         |                   | Канада | Гетерострак из семейства Protopteraspididae. |      |    |
| Corvaspis ellesmerensis           | Sp. nov                    | Thorsteinsson & Elliott |         |                   | Канада | Гетерострак из семейства Corvaspididae отряда Corvaspidiformes.                                                                                 |      |    |
| Corvaspis porphyretica            | Sp. nov                    | Thorsteinsson & Elliott |         |                   | Канада | Гетерострак из семейства Corvaspididae отряда Corvaspidiformes.                                                                                 |      |    |
| Corvaspis woodwardi               | Sp. nov                    | Thorsteinsson & Elliott |         |                   | Канада | Гетерострак из семейства Corvaspididae отряда Corvaspidiformes.                                                                                 |      |    |
| Denisonaspis                      | Gen. et sp. nov            | Thorsteinsson & Elliott |         |                   | Канада | Гетерострак из семейства Protopteraspididae. Включает единственный вид — D. borea.                                                              |      |    |
| Dinaspidella elegans              | Sp. nov                    | Thorsteinsson & Elliott |         |                   | Канада | Гетерострак из семейства Cyathaspididae. |      |    |
| Dinaspidella tenuicostata         | Sp. nov                    | Thorsteinsson & Elliott |         |                   | Канада | Гетерострак из семейства Cyathaspididae. |      |    |
| Eumorphaspis                      | Gen. et comb. et 3 sp. nov | Thorsteinsson & Elliott |         |                   | Канада | Гетерострак из семейства Cyathaspididae. Род включает вид E. borealis (Denison, 1963), а также новые виды: E. goodsiri, E. lata и E. solitaria. |      |    |
| Geissonaspis                      | Gen. et sp. nov            | Thorsteinsson & Elliott |         |                   | Канада | Гетерострак из отряда Cyathaspidiformes. Включает единственный вид — G. mutabilis.                                                              |      |    |
| Genetaspis                        | Gen. et sp. nov            | Thorsteinsson & Elliott |         |                   | Канада | Гетерострак из семейства Jarvikaspididae отряда Cyathaspidiformes. Включает единственный вид — G. incohata.                                     |      |    |
| Idanaspis                         | Gen. et 2 sp. nov          | Thorsteinsson & Elliott |         |                   | Канада | Гетерострак. Включает два новых вида: I. dimidiata и I. reinsoni.                                                                               |      |    |
| Jarvikaspis                       | Gen. et 2 sp. nov          | Thorsteinsson & Elliott |         |                   | Канада | Гетерострак из отряда Cyathaspidiformes; типовой род нового семейства Jarvikaspididae. Включает два новых вида: J. arctica и J. mauryensis.     |      |    |
| Kyphaspis                         | Gen. et sp. nov            | Thorsteinsson & Elliott |         |                   | Канада | Гетерострак из семейства Cyathaspididae. Включает единственный вид — K. boothiaensis.                                                           |      |    |
| Nahanniaspis mclintocki           | Sp. nov                    | Thorsteinsson & Elliott |         |                   | Канада | Гетерострак из семейства Cyathaspididae. |      |    |
| Orthogoniaspis                    | Gen. et 2 sp. nov          | Thorsteinsson & Elliott |         |                   | Канада | Гетерострак из семейства Weigeltaspididae отряда Weigeltaspidiformes. Включает два новых вида: O. magnijubata и O. loefflerae.                  |      |    |
| Paralaspis                        | Gen. et sp. nov            | Thorsteinsson & Elliott |         |                   | Канада | Гетерострак из семейства Cyathaspididae. Включает единственный вид — P. franklini.                                                              |      |    |
| Pionaspis ebenina                 | Sp. nov                    | Thorsteinsson & Elliott |         |                   | Канада | Гетерострак из семейства Cyathaspididae. |      |    |
| Pionaspis rossi                   | Sp. nov                    | Thorsteinsson & Elliott |         |                   | Канада | Гетерострак из семейства Cyathaspididae. |      |    |
| Prionotaspis                      | Gen. et 2 sp. nov          | Thorsteinsson & Elliott |         |                   | Канада | Гетерострак из семейства Cyathaspididae. Род включает два новых вида: P. miranda и, возможно, P? abbottensis.                                   |      |    |
| Prosobranchiaspis                 | Gen. et 2 sp. nov          | Thorsteinsson & Elliott |         |                   | Канада | Гетерострак из семейства Cyathaspididae. Род включает два новых вида: P. prolatata и P. smithbayensis.                                          |      |    |
| Pseudoanglaspis                   | Gen. et 2 sp. nov          | Thorsteinsson & Elliott |         |                   | Канада | Гетерострак из семейства Cyathaspididae. Род включает два новых вида: P. aquilonaris и P. minima.                                               |      |    |
| Rimasventeraspis? halsteadi       | Sp. nov                    | Thorsteinsson & Elliott |         |                   | Канада | Гетерострак из семейства Rimasventeraspididae отряда Natlaspidiformes.                                                                          |      |    |
| Rimasventeraspis? septentrionalis | Sp. nov                    | Thorsteinsson & Elliott |         |                   | Канада | Гетерострак из семейства Rimasventeraspididae отряда Natlaspidiformes.                                                                          |      |    |
| Soehnaspis                        | Gen. et sp. nov            | Thorsteinsson & Elliott |         |                   | Канада | Гетерострак из отряда Cyathaspidiformes. Включает единственный вид — S. polaris.                                                                |      |    |
| Teleaspis                         | Gen. et sp. nov            | Thorsteinsson & Elliott |         |                   | Канада | Гетерострак из семейства Cyathaspididae. Включает единственный вид — T. tersa.                                                                  |      |    |
| Thuleaspis                        | Gen. et sp. nov            | Thorsteinsson & Elliott |         |                   | Канада | Гетерострак из семейства Jarvikaspididae отряда Cyathaspidiformes. Включает единственный вид — T. canadensis.                                   |      |    |
| Toraspis                          | Gen. et sp. nov            | Thorsteinsson & Elliott |         |                   | Канада | Гетерострак из семейства Toraspididae отряда Weigeltaspidiformes. Включает единственный вид — T. somersetensis.                                 |      |    |
| Traquairaspis longicarinata       | Sp. nov                    | Thorsteinsson & Elliott |         |                   | Канада | Гетерострак из семейства Traquairaspididae отряда Traquairaspidiformes.                                                                         |      |    |
| Traquairaspis pristina            | Sp. nov                    | Thorsteinsson & Elliott |         |                   | Канада | Гетерострак из семейства Traquairaspididae отряда Traquairaspidiformes.                                                                         |      |    |
| Trygonaspis                       | Gen. et sp. nov            | Thorsteinsson & Elliott |         |                   | Канада | Гетерострак из семейства Protopteraspididae. Включает единственный вид — T. sicula.                                                             |      |    |
| Vernonaspis magna                 | Sp. nov                    | Thorsteinsson & Elliott |         |                   | Канада | Гетерострак из семейства Cyathaspididae. |      |    |
| Vernonaspis parryi                | Sp. nov                    | Thorsteinsson & Elliott |         |                   | Канада | Гетерострак из семейства Cyathaspididae. |      |    |
| Vernonaspis suffusca              | Sp. nov                    | Thorsteinsson & Elliott |         |                   | Канада | Гетерострак из семейства Cyathaspididae. |      |    |
| Westollaspis                      | Gen. et 3 sp. nov          | Thorsteinsson & Elliott |         |                   | Канада | Гетерострак из семейства Westollaspididae отряда Corvaspidiformes. Род включает три новых вида: W. hyperborea, W. cordata и W. gigas.           |      |    |
| Whiteaspis                        | Gen. et sp. nov            | Thorsteinsson & Elliott |         |                   | Канада | Гетерострак из семейства Traquairaspididae отряда Traquairaspidiformes. Включает единственный вид — W. spinifera.                               |      |    |

### Непарноноздрёвые
| Название                    | Новшество       | Авторы           | Возраст               | Типовая местность                           | Страна            | Примечания | Илл. | ZB |
| --------------------------- | --------------- | ---------------- | --------------------- | ------------------------------------------- | ----------------- | --- | ---- | -- |
| Anjiaspis ericius           | Sp. nov         | Shan et al.      | Силур (телич)         | Формация Циншуй (Qingshui Formation)        | Китай · (Цзянси)  | Галеаспид из отряда Eugaleaspidiformes. |      |    |
| Jiangxialepis jiujiangensis | Sp. nov         | Shan, Zhao & Gai | Силур (телич)         | Формация Циншуй                             | Китай · (Цзянси)  | Представитель отряда Eugaleaspidiformes. |      |    |
| Qingshuiaspis               | Gen. et sp. nov | Shan et al.      | Силур (телич)         | Формация Циншуй                             | Китай · (Цзянси)  | Галеаспид из семейства Shuyuidae отряда Eugaleaspidiformes. Включает единственный вид — Q. junqingi. |      |    |
| Tujiaaspis                  | Gen. et sp. nov | Gai et al.       | Силур (телич)         | Формация Хуэйсиншао (Huixingshao Formation) | Китай · (Хунань)  | Представитель Eugaleaspidiformes, включающий единственный вид — T. vividus. Анатомия сочленённых остатков туцзяасписа указывает на то, что галеаспиды обладали тремя непарными спинными плавниками, почти симметричным гипохордальным хвостом и парой непрерывных вентролатеральных плавников. |      |    |
| Xitunaspis                  | Gen. et sp. nov | Sun et al.       | Нижний девон (лохков) | Формация Ситунь (Xitun Formation)           | Китай · (Юньнань) | Галеаспид из семейства Eugaleaspidae отряда Eugaleaspidiformes. Включает единственный вид — X. magnus. |      |    |
| Yongdongaspis               | Gen. et sp. nov | Chen et al.      | Силур (лландоверий)   | Формация Хуэйсиншао                         | Китай · (Чунцин)  | Галеаспид из нового семейства Yongdongaspidae отряда Eugaleaspidiformes. Включает единственный вид — Y. littoralis. |      |    |

- Meng et al. описали ископаемые остатки галеаспид[англ.] Pterogonaspis yuhaii из нижнедевонской формации Сюцзячун (Xujiachong Formation) в китайской провинции Юньнань. Изучение нового материала позволило получить дополнительные сведения о краниальной анатомии этой рыбы, в том числе о положении её пищевода (ранее учёные не располагали данными о положении пищевода галеаспид)[27].
- Märss, Wilson & Viljus подробно описали эндолимфатические структуры в черепных щитках Tremataspis[англ.] из силура Эстонии. В отверстиях эндолимфатического протока были обнаружены крошечные тромбоциты, которые могли функционировать как сито, которое пропускало или предотвращало попадание материала во внутреннее ухо[28].

## Плакодермы
| Название      | Новшество       | Авторы                              | Возраст               | Типовая местность                                                                       | Страна           | Примечания                                                                               | Илл. | ZB |
| ------------- | --------------- | ----------------------------------- | --------------------- | --------------------------------------------------------------------------------------- | ---------------- | ---------------------------------------------------------------------------------------- | ---- | -- |
| Amazichthys   | Gen. et sp. nov | Jobbins et al.                      | Верхний девон (фамен) | Jebel Aoufilal, Rich Bou Kourazia, Rich Bel Ras, Madene El Mrakib и Khrabis (Антиатлас) | Марокко          | Артродира из семейства Selenosteidae. Включает единственный вид — A. trinajsticae.       |      |    |
| Xiushanosteus | Gen. et sp. nov | Zhu, Li, Ahlberg & Zhu in Zhu et al | Нижний силур (телич)  | Формация Хуэйсиншао (Huixingshao Formation)                                             | Китай · (Чунцин) | Древнейшее хорошо сохранившееся челюстноротое. Включает единственный вид — X. mirabilis. |      |    |

- Lebedev et al. опубликовали морфофункциональное исследование челюстного аппарата антиарх[31].
- Wang & Zhu описали морфологию и распределение чешуи антиарха Parayunnanolepis xitunensis[англ.], выделив по меньшей мере тринадцать морфотипов чешуи, характерных для этого вида. Авторы работы интерпретировали полученные ими результаты как свидетельствующие о высокой регионализации чешуи у корня группы челюстноротых[32].
- Zhu et al. переописали область таза голотипа антиарха Parayunnanolepis xitunensis[англ.], основываясь на данных компьютерной томографии[33].
- Trinajstic et al. описали окаменелости артродир из верхнедевонской формации Гоугоу (Австралия) с сохранившими трёхмерную структуру внутренними органами, включая сердце, печень, желудок и кишечник. Авторы работы пришли к выводу, что у артродир имелось плоское S-образное сердце, отделённое от печени и других органов брюшной полости (как у хрящевых и костных рыб, но не как у антиарх), и не было лёгких[34][35].

## Акантоды
| Название      | Новшество       | Авторы                                            | Возраст                                | Типовая местность                 | Страна            | Примечания | Илл. | ZB |
| ------------- | --------------- | ------------------------------------------------- | -------------------------------------- | --------------------------------- | ----------------- | --- | ---- | -- |
| Fanjingshania | Gen. et sp. nov | Andreev, Sansom, Li, Zhao & Zhu in Andreev et al. | Нижний силур (предположительно, аэрон) | Формация Жунси (Rongxi Formation) | Китай · (Гуйчжоу) | Представитель парафилетической группы климатиеобразных; наряду с остальными акантодами рассматривается авторами описания как член стволовой группы хрящевых рыб. Включает единственный вид — F. renovata. |      |    |

- Schnetz et al. опубликовали исследование, направленное на количественную оценку полноты палеонтологической летописи акантод[37].
- Ferrón et al. опубликовали исследование биомеханических свойств и вероятной функции костных шипов перед плавниками Machaeracanthus[38].

## Хрящевые рыбы
| Название                  | Новшество       | Авторы                       | Возраст                          | Типовая местность                              | Страна                                                                              | Примечания                                                                                                   | Илл. | ZB |
| ------------------------- | --------------- | ---------------------------- | -------------------------------- | ---------------------------------------------- | ----------------------------------------------------------------------------------- | --- | ---- | -- |
| Carcharhinus dicelmai     | Sp. nov         | Collareta et al.             | Миоцен (бурдигал)                | Формация Чилкатай (Chilcatay Formation)        | Перу                                                                                | Серая акула.                                                                                                 |      |    |
| Cretascymnus beauryi      | Sp. nov         | Feichtinger et al.           | Верхний мел (маастрихт)          | Формация Герхартсрайт (Gerhartsreit Formation) | Австрия · ( Зальцбург)                                                              | Полярная (сомниозовая) акула.                                                                                |      |    |
| Dalatias orientalis       | Sp. nov         | Malyshkina et al.            | Миоцен                           | Формация Духо (Duho Formation)                 | Республика Корея                                                                    | Далатия. |      |    |
| Dallasiella brachyodon    | Sp. nov         | Siversson, Cederström & Ryan | Верхний мел (кампан)             | Бассейн Кристианстад (Kristianstad Basin)      | Швеция                                                                              | Ламнообразная акула.                                                                                         |      |    |
| Dracipinna                | Gen. et sp. nov | Pollerspöck & Straube        | Верхний олигоцен и нижний миоцен | Формация Эбельсберг (Ebelsberg Formation)      | Австрия · Германия                                                                  | Акула семейства далатиевых. Включает единственный вид — D. bracheri.                                         |      |    |
| Eoetmopterus davidi       | Sp. nov         | Feichtinger et al.           | Верхний мел (маастрихт)          | Формация Герхартсрайт                          | Австрия · ( Зальцбург)                                                              | Этмоптеровая акула.                                                                                          |      |    |
| Fredipristis              | Gen et sp. nov  | Feichtinger et al.           | Верхний мел (маастрихт)          | Формация Герхартсрайт                          | Австрия · ( Зальцбург)                                                              | Катранообразная акула неясного систематического положения. Включает единственный вид — F. eximia.            |      |    |
| Gzhelodus                 | Gen. et sp. nov | Ivanov                       | Верхний карбон (касимов — гжель) |                                                | Россия · ( Московская область · Самарская область · Волгоградская область)          | Эвселяхия семейства Protacrodontidae. Включает единственный вид — G. serratus.                               |      |    |
| Heslerodoides             | Gen. et sp. nov | Ivanov                       | Карбон (башкир — гжель)          | Зилимская свита                                | Бразилия · Россия · ( Башкортостан · Московская область)                            | Представитель семейства Heslerodidae отряда ктенакантообразных. Включает единственный вид — H. triangularis. |      |    |
| Parvodus huizodus         | Sp. nov         | Wen et al.                   | Нижний триас                     | Формация Дунчуань (Dongchuan Formation)        | Китай · (Юньнань)                                                                   | Гибодонт. |      |    |
| Proetmopterus lukasi      | Sp. nov         | Feichtinger et al.           | Верхний мел (маастрихт)          | Формация Герхартсрайт                          | Австрия · ( Зальцбург)                                                              | Этмоптеровая акула.                                                                                          |      |    |
| Protoxynotus mayrmelnhofi | Sp. nov         | Feichtinger et al.           | Верхний мел (маастрихт)          | Формация Герхартсрайт                          | Австрия · ( Зальцбург)                                                              | Полярная акула.                                                                                              |      |    |
| Samarodus                 | Gen. et sp. nov | Ivanov                       | Карбон (московский — гжельский)  |                                                | Россия · ( Башкортостан · Московская область) · Самарская область · Печорское море) | Акула неясного систематического положения. Включает единственный вид — S. flexus.                            |      |    |
| Scyliorhinus weemsi       | Sp. nov         | Cicimurri, Knight & Ebersole | Олигоцен (рюпель)                | Формация Эшли (Ashley Formation)               | США · ( Южная Каролина)                                                             | Кошачья акула.                                                                                               |      |    |
| Strophodus rebecae        | Sp. nov         | Carrillo-Briceño & Cadena    | Нижний мел (валанжин — готерив)  | Формация Розабланка (Rosablanca Formation)     | Колумбия · ( Сантандер)                                                             | Гибодонт семейства Acrodontidae.                                                                             |      |    |
| Taeniurops tosii          | Sp. nov         | Adnet & Charpentier          | Миоцен (аквитан)                 |                                                | Оман                                                                                | Скат-хвостокол из рецентного рода Taeniurops.                                                                |      |    |

- Luccisano et al. произвели ревизию материала, первоначально отнесённого к Bibractopiscis niger и Orthacanthus commailli, а также изучили эти окаменелости в контексте эволюции нейрокраниума «ктенакантообразных» и ксенакантообразных[50].
- Luccisano et al. опубликовали исследование эволюционной истории представителей рода Orthacanthus из отложений Франции, а также их родственных взаимоотношений с другими европейскими видами[51].
- Stumpf, Meng & Kriwet опубликовали таксономическую переоценку комплекса зубов гибодонтообразных из нижнего киммериджа в Чарногловах (Польша). Исследователи сравнили этот комплекс с другими аналогичными комплексами верхней юры и нижнего мела и пришли к выводу о существенной реорганизации сообществ хрящевых рыб в раннем мелу[52].
- Kanno et al. описали зубы сантонско-кампанских неоселяхий (Hexanchiformes, Echinorhiniformes, Squaliformes и Lamniformes) из отложений формаций Нишичирасинай (Nishichirashinai Formation) и Омагари (Omagari Formation) (Yezo Group[англ.], Хоккайдо, Япония). В рамках работы сообщается об обнаружении первого экземпляра Protosqualus в северо-западной части Тихого океана, а также исследуется влияние палеогеографических условий на глобальное распространение позднемеловых неоселяхий[53].
- dos Santos et al. описали ископаемые остатки многожаберникообразных акул (Xampylodon dentatus и Rolfodon tatere) из верхнемеловых (кампанских) отложений острова Джеймса Росса в Антарктике. Некоторые из зубов X. dentatus более полные, чем известные ранее, или занимали позиции, отличные от таковых у большинства образцов; зуб R. tatere является древнейшим известным материалом этого вида[54].
- Herraiz et al. описали зубы Trigonognathus из обнажения El Ferriol (миоцен Испании), которые являются первым описанным материалом этого рода из отложений Средиземноморья[55].
- Amalfitano et al. опубликовали исследование анатомии, роста и экологии Cretodus crassidens[англ.], основанное на данных, полученных путём изучения экземпляра данного вида из туронских литофаций «Lastame» в Scaglia Rossa Veneta (горы Лессини, Венеция, Италия)[56].
- Malyshkina, Nam & Kwon описали новый материал гигантских акул из формации Духо (Duho Formation) в Республике Корея: зуб Cetorhinus huddlestoni и отнесённые к тому же виду жаберные тычинки, обладающие уникальным для семейства набором признаков[57].
- Sternes, Wood & Shimada опубликовали исследование, в котором подвергли критике гипотезу Cooper et al. (2020[58]) о наличии связи между формой тела ламнообразных акул и их термофизиологией, а также рассмотрели разные интерпретации формы тела мегалодона (Otodus megalodon)[59].
- Shimada et al. предположили, что мегалодоны, населявшие холодные воды, достигали бо́льших размеров, чем жившие в тёплых районах (правило Бергмана). По мнению авторов работы, возможные «питомники», в которых обнаружены мелкие зубы мегалодонов, в действительности соответствует местам обитания малых форм мегалодонов тёплых вод[60].
- McCormack et al. применили изотопы цинка для оценки трофического уровня современных и вымерших акул. Согласно выводам исследователей, полученные результаты указывают на изменения в рационе Otodus и Carcharodon на протяжении всего неогена, а также на аналогичный трофический уровень у симпатрических раннеплиоценовых акул: белой акулы и мегалодона[61].
- Kast et al. изучили соотношения изотопов азота в ископаемых зубах представителей рода Otodus и пришли к выводу, что мегалодон занимал более высокий трофический уровень, чем какие-либо другие известные современные или вымершие морские виды[62][63].
- Benites-Palomino et al. опубликовали исследование следов зубов на костях кашалотов из формации Писко[англ.] (Перу). Палеонтологи пришли к выводу, что миоценовые акулы активно нацеливались на лбы кашалотов, чтобы питаться их богатыми липидами носовыми комплексами. При этом форма и распределение следов укусов предполагают последовательное поедание падали разными видами акул[64].
- Brée, Condamine & Guinot опубликовали исследование эволюционной истории кархаринообразных акул. Палеонтологи выявили ранний период низкого разнообразия, за которым последовала кайнозойская радиация, усилившаяся 30 миллионов лет назад. Они также пришли к выводу, что расширение рифов и изменение температуры могут объяснить изменения в темпах видообразования и вымирания кархаринообразных с течением времени[65].
- Villalobos-Segura et al. опубликовали исследование филогенетических взаимоотношений современных и вымерших скатов[66].
- Greenfield, Delsate & Candoni ввели новое название Toarcibatidae[англ.] для обозначения семейства тоарских скатов, ранее известных под не соответствующим МКЗН названием «Archaeobatidae»[67].
- Cook et al. опубликовали исследование микроструктуры ростральных зубов Ischyrhiza mira[англ.][68].
- Boessenecker & Gibson сообщили об обнаружении в нижнеплейстоценовой формации Ваккамау[англ.] (Южная Каролина, США) крупных кожных бугорков, сходных по морфологии с «Ceratoptera unios», и кожных щитков, сходных по морфологии с таковыми у современного северного колючего хвостокола (Bathytoshia centroura). Палеонтологи интерпретировали эти образцы как принадлежавшие крупным скатам с диском шириной более трёх метров[69].
- Perez опубликовал исследование палеонтологической летописи хрящевых рыб из отложений Флориды (США), направленное на выявление моделей таксономического и экоморфологического разнообразия эоценовых и плейстоценовых хрящевых рыб Флоридской платформы[англ.][70].
- Lin, Lin & Shimada сообщили об ископаемом материале разнообразной фауны акул и скатов из нижнего плейстоцена Тайваня[71].

## Лучепёрые рыбы

### Хрящевые ганоиды
| Название                | Новшество | Авторы          | Возраст                 | Типовая местность                         | Страна                   | Примечания | Илл. | ZB |
| ----------------------- | --------- | --------------- | ----------------------- | ----------------------------------------- | ------------------------ | ---------- | ---- | -- |
| Acipenser amnisinferos  | Sp. nov   | Hilton & Grande | Верхний мел (маастрихт) | Формация Хелл-Крик (Hell Creek Formation) | США · ( Северная Дакота) | Осетр.     |      |    |
| Acipenser praeparatorum | Sp. nov   | Hilton & Grande | Верхний мел (маастрихт) | Формация Хелл-Крик                        | США · ( Северная Дакота) | Осетр.     |      |    |

- During et al. опубликовали исследование гистологического строения и изотопного состава костей осетровых и веслоносовых рыб из местонахождения Танис (Tanis) в Северной Дакоте (США). Отложения этого местонахождения сформировались в момент импактного события, которое, как предполагается, привело к мел-палеогеновому вымиранию: сейсмические волны вызвали сейши (стоячие волны), в результате чего жившие в этой местности рыбы оказались погребены заживо. По мнению авторов работы, полученные ими данные свидетельствуют о том, что вымирание произошло во время северной весны; это согласуется с выводами аналогичного исследования DePalma et al. (2021[73])[74][75][76].

### Костные ганоиды
| Название                 | Новшество | Авторы             | Возраст                         | Типовая местность                            | Страна                   | Примечания                                                                                      | Илл. | ZB |
| ------------------------ | --------- | ------------------ | ------------------------------- | -------------------------------------------- | ------------------------ | ----------------------------------------------------------------------------------------------- | ---- | -- |
| Atractosteus grandei     | Sp. nov   | Brownstein & Lyson | Палеоген (дат)                  | Формация Форт-Юнион (Fort Union Formation)   | США · ( Северная Дакота) | Представитель рецентного рода панцирников из семейства панцирниковых отряда панцирникообразных. |      |    |
| Cuneatus maximus         | Sp. nov   | Brownstein         | Верхний палеоцен — нижний эоцен | Формация Уиллвуд (Willwood Formation)        | США ( Вайоминг)          | Представитель панцирниковых.                                                                    |      |    |
| Lophionotus parnaibensis | Sp. nov   | Gallo et al.       | Верхняя юра                     | Формация Пастос-Бонс (Pastos Bons Formation) | Бразилия                 | Представитель семейства Semionotidae отряда Semionotiformes.                                    |      |    |

- de Moura & Figueiredo описали новый экземпляр семионотообразного Quasimodichthys piauhyensis из верхнеюрской формации Пастос-Бонс[англ.] (Пиауи, Бразилия)[80].
- Gardner & Wilson описали наиболее полный известный ископаемый скелет амиевого (Amia sp.), который был обнаружен в эоценовых отложениях Coal Creek Member, формация Кишенен[англ.] (Монтана, США)[81].

### Элопоморфы
| Название                     | Новшество         | Авторы                         | Возраст           | Типовая местность                                   | Страна                                          | Примечания | Илл. | ZB |
| ---------------------------- | ----------------- | ------------------------------ | ----------------- | --------------------------------------------------- | ----------------------------------------------- | --- | ---- | -- |
| Elopothrissus bernardlemorti | Sp. nov           | Lin & Nolf                     | Эоцен             |                                                     | США · ( Алабама · Техас)                        | Альбуловая рыба. |      |    |
| Elopothrissus pawpawensis    | Sp. nov           | Schwarzhans, Stringer & Welton | Нижний мел (альб) |                                                     | США · ( Техас)                                  | Альбуловая рыба. |      |    |
| Paraconger wechesensis       | Sp. nov           | Lin & Nolf                     | Эоцен             | Формация Вечес (Weches Formation)                   | США · ( Техас)                                  | Представитель рецентного рода Paraconger из семейства конгеровых отряда угреобразных.                                                                                            |      |    |
| Pseudophichthys texanus      | Sp. nov           | Lin & Nolf                     | Эоцен             | Формация Вечес                                      | США · ( Алабама · Миссисипи · Техас · Виргиния) | Представитель рецентного рода Pseudophichthys из семейства конгеровых отряда угреобразных.                                                                                       |      |    |
| Smithconger                  | Gen. et comb. nov | Carnevale et al.               | Верхняя юра       | Формация Лиллебельт-Клэй (Lillebælt Clay Formation) | Дания · Новая Зеландия                          | Представитель семейства конгеровых отряда угреобразных. Включает два вида: "Pseudoxenomystax" treldeensis Schwarzhans, 2007typus и "Bathycongrus" waihaoensis Schwarzhans, 2019. |      |    |
| «Muraenesox» barrytownensis  | Sp. nov           | Lin & Nolf                     | Эоцен             | Формация Лисбон (Lisbon Formation)                  | США · ( Алабама · Техас)                        | Представитель семейства муренощуковых отряда угреобразных. |      |    |
| Symmetrosulcus dockeryi      | Sp. nov           | Lin & Nolf                     | Эоцен             | Формация Вечес                                      | США · ( Алабама · Миссисипи · Техас)            | Угреобразное. |      |    |

### Остеоглоссоморфы
| Название      | Новшество       | Авторы     | Возраст                 | Типовая местность                   | Страна   | Примечания | Илл. | ZB |
| ------------- | --------------- | ---------- | ----------------------- | ----------------------------------- | -------- | --- | ---- | -- |
| Capassopiscis | Gen. et sp. nov | Taverne    | Верхний мел (сеноман)   |                                     | Ливан    | Представитель семейства пресноводных рыб-бабочек отряда араванообразных. Включает единственный вид — C. pankowskii. |      |    |
| Harenaichthys | Gen. et sp. nov | Kim et al. | Верхний мел (маастрихт) | Формация Нэмэгэт (Nemegt Formation) | Монголия | Базальный остеоглоссоморф. Включает единственный вид — H. lui.                                                      |      |    |

### Клюпеоморфы
| Название                 | Новшество         | Авторы                          | Возраст           | Типовая местность                  | Страна              | Примечания                                                                                          | Илл. | ZB |
| ------------------------ | ----------------- | ------------------------------- | ----------------- | ---------------------------------- | ------------------- | --------------------------------------------------------------------------------------------------- | ---- | -- |
| Armigatus felixi         | Sp. nov           | Than-Marchese & Alvarado-Ortega | Нижний мел (альб) | Формация Тлайуа (Tlayúa Formation) | Мексика · ( Пуэбла) | Представитель рода Armigatus отряда Ellimmichthyiformes.                                            |      |    |
| Caboellimma              | Gen. et comb. nov | De Figueiredo & Gallo           | Нижний мел        | Формация Кабо (Cabo Formation)     | Бразилия            | Представитель отряда Ellimmichthyiformes; новая комбинация для "Ellimma" cruzae Santos, 1990.       |      |    |
| Neoopisthopterus weltoni | Sp. nov           | Lin & Nolf                      | Эоцен             | Формация Кук-Маунтин               | США ( Техас)        | Представитель рецентного рода Neoopisthopterus из семейства пристигастеровых отряда сельдеобразных. |      |    |

- Marramà, Khalloufi & Carnevale переописали «Diplomystus» solignaci (верхний мел Туниса), определив его как представителя рода Paraclupea (Paraclupeidae, Ellimmichthyiformes)[89].

### Костнопузырные
| Название                    | Новшество         | Авторы                           | Возраст              | Типовая местность                                 | Страна                                 | Примечания | Илл. | ZB |
| --------------------------- | ----------------- | -------------------------------- | -------------------- | ------------------------------------------------- | -------------------------------------- | --- | ---- | -- |
| Cantarius ohei              | Sp. nov           | Schwarzhans et al.               | Миоцен               | Формация Пебас (Pebas Formation)                  | Перу                                   | Представитель семейства ариевых отряда сомообразных.                                                                       |      |    |
| Francischanos               | Gen. et comb. nov | Ribeiro, Bockmann & Poyato-Ariza | Нижний мел (апт)     | Формация Квирико (Quiricó Formation)              | Бразилия                               | Представитель семейства молочных рыб отряда гоноринхообразных; новая комбинация для "Dastilbe" moraesi Silva-Santos, 1955. |      |    |
| Notogoneus maarvelis        | Sp. nov           | Grande & Wilson in Grande et al. | Верхний мел (кампан) | неподалёку от озера Гра                           | Канада · ( Северо-Западные территории) | Представитель вымершего семейства Gonorynchidae отряда гоноринхообразных.                                                  |      |    |
| Paleoschizothorax diluculum | Sp. nov           | Yang et al.                      | Олигоцен             | Формация Шанганчайгоу (Shangganchaigou Formation) | Китай                                  | Представитель семейства карповых отряда карпообразных.                                                                     |      |    |
| Sturisomatichthys podgornyi | Sp. nov           | Schwarzhans et al.               | Верхний миоцен       | Paraná locality                                   | Аргентина · ( Энтре-Риос)              | Представитель семейства кольчужных сомов отряда сомообразных.                                                              |      |    |

- Murray & Holmes изучили остеологию черепа и веберова аппарата африканских сомообразных, использовав полученные данные для распределения сомов из палеогена Африки по семействам. Палеоценовый Eomacrones wilsoni был отнесён к Bagridae sensu stricto, из чего следует, что представители этого семейства жили на территории Африки намного раньше миоцена, причём не в пресноводных водоёмах, где обитают современные виды, а в морской среде обитания[95].

### Osmeromorpha
| Название          | Новшество | Авторы                         | Возраст           | Типовая местность                  | Страна         | Примечания                                                     | Илл. | ZB |
| ----------------- | --------- | ------------------------------ | ----------------- | ---------------------------------- | -------------- | -------------------------------------------------------------- | ---- | -- |
| Argentina? texana | Sp. nov   | Schwarzhans, Stringer & Welton | Нижний мел (альб) | Формация Паупау (Pawpaw Formation) | США · ( Техас) | Представитель рецентного рода аргентин семейства аргентиновых. |      |    |

### Циклоскваматы
Описание опубликовано/анонсировано в 2022 г.
 Описание было анонсировано в 2021 г., но публикация его финальной версии состоялась в 2022 г.
| Название                  | Новшество       | Авторы                                 | Возраст                 | Типовая местность                        | Страна                        | Примечания                                                                                                | Илл. | ZB |
| ------------------------- | --------------- | -------------------------------------- | ----------------------- | ---------------------------------------- | ----------------------------- | --- | ---- | -- |
| Apuliadercetis gonzalezae | Sp. nov         | Díaz-Cruz, Alvarado-Ortega & Cantalice | Верхний мел (кампан)    | Формация Ангостура (Angostura Formation) | Мексика ( Чьяпас)             | Представитель семейства Dercetidae отряда аулопообразных.                                                 |      |    |
| Calypsoichthys            | Gen. et sp. nov | Argyriou et al.                        | Верхний мел (маастрихт) | Vatsiana Quarry (Pindos Unit)            | Греция · (Центральная Греция) | Представитель семейства Enchodontidae отряда аулопообразных. Включает единственный вид — C. pavlakiensis. |      |    |
| Ichthyotringa cuneata     | Gen. et sp. nov | Schwarzhans, Stringer & Welton         | Нижний мел (альб)       | Формация Паупау (Pawpaw Formation)       | США · ( Техас)                | Представитель семейства Ichthyotringidae отряда аулопообразных.                                           |      |    |
| Ichthyotringa pindica     | Sp. nov         | Argyriou et al.                        | Верхний мел (маастрихт) | Vatsiana Quarry (Pindos Unit)            | Греция · (Центральная Греция) | Представитель семейства Ichthyotringidae отряда аулопообразных.                                           |      |    |
| Paraulopus wichitae       | Gen. et sp. nov | Schwarzhans, Stringer & Welton         | Нижний мел (альб)       | Формация Паупау                          | США · ( Техас)                | Представитель рецентного рода Paraulopus отряда аулопообразных.                                           |      |    |

- Kovalchuk, Barkaszi & Anfimova описали новый материал Enchodus[англ.] из верхнего мела (сеномана) Украины, а также провели ревизию материала рода, описанного с территории Украины ранее[98].

### Скопеломорфы
| Название                        | Новшество | Авторы                  | Возраст                    | Типовая местность                                              | Страна              | Примечания                                                                             | Илл. | ZB |
| ------------------------------- | --------- | ----------------------- | -------------------------- | -------------------------------------------------------------- | ------------------- | -------------------------------------------------------------------------------------- | ---- | -- |
| Benthosema taurinense           | Sp. nov   | Carnevale & Schwarzhans | Миоцен (тортон — мессиний) |                                                                | Италия              | Представитель рецентного рода бентосем из семейства миктофовых отряда миктофообразных. |      |    |
| Bolinichthys higashibesshoensis | Sp. nov   | Schwarzhans et al.      | Миоцен (бурдигаль — ланг)  | Формация Хигасибессё (Higashibessho Formation)                 | Япония · ( Тояма)   | Миктофовое рецентного рода Bolinichthys.                                               |      |    |
| Ceratoscopelus brevis           | Sp. nov   | Schwarzhans et al.      | Миоцен (бурдигаль)         | Формация Такакура (Takakura Formation)                         | Япония ( Окаяма)    | Миктофовое рецентного рода Ceratoscopelus.                                             |      |    |
| Diaphus epipedus                | Sp. nov   | Schwarzhans et al.      | Миоцен (бурдигаль)         | Формация Такакура                                              | Япония ( Окаяма)    | Миктофовое рецентного рода Diaphus.                                                    |      |    |
| Diaphus watatsumi               | Sp. nov   | Schwarzhans et al.      | Миоцен (бурдигаль)         | Формация Такакура                                              | Япония ( Окаяма)    | Миктофовое рецентного рода Diaphus.                                                    |      |    |
| Lampadena exima                 | Sp. nov   | Schwarzhans et al.      | Миоцен (бурдигаль)         | Формация Такакура                                              | Япония ( Окаяма)    | Миктофовое рецентного рода Lampadena.                                                  |      |    |
| Lampanyctus beczynensis         | Sp. nov   | Schwarzhans & Radwańska | Миоцен (ланг)              | Карпатский прогиб (Carpathian Foredeep)                        | Польша              | Миктофовое рецентного рода Lampanyctus.                                                |      |    |
| Lampanyctus lenticularis        | Sp. nov   | Schwarzhans et al.      | Миоцен (бурдигаль)         | Формация Такакура                                              | Япония ( Окаяма)    | Миктофовое рецентного рода Lampanyctus.                                                |      |    |
| Lampanyctus tsuyamaensis        | Sp. nov   | Schwarzhans et al.      | Миоцен (бурдигаль)         | Формация Такакура                                              | Япония ( Окаяма)    | Миктофовое рецентного рода Lampanyctus.                                                |      |    |
| Oligophus bartonensis           | Sp. nov   | Schwarzhans & Carnevale | Эоцен (бартон)             | Формация Марне-ди-Монте-Пиано (Marne di Monte Piano Formation) | Италия · ( Пьемонт) | Миктофовое.                                                                            |      |    |
| Stenobrachius ohashii           | Sp. nov   | Schwarzhans et al.      | Миоцен (бурдигаль)         | Формация Куроседани (Kurosedani Formation)                     | Япония · ( Тояма)   | Миктофовое рецентного рода Stenobrachius.                                              |      |    |

### Lamprimorpha
| Название   | Новшество       | Авторы              | Возраст           | Типовая местность                        | Страна                         | Примечания                                                                                               | Илл. | ZB |
| ---------- | --------------- | ------------------- | ----------------- | ---------------------------------------- | ------------------------------ | --- | ---- | -- |
| Oechsleria | Gen. et sp. nov | Micklich & Bannikov | Олигоцен (рупель) | Формация Боденхайм (Bodenheim Formation) | Германия · ( Баден-Вюртемберг) | Представитель семейства велиферовых отряда опахообразных. Включает единственный вид — O. unterfeldensis. |      |    |

### Paracanthopterygii
| Название         | Новшество       | Авторы                         | Возраст           | Типовая местность                  | Страна         | Примечания                                                                               | Илл. | ZB |
| ---------------- | --------------- | ------------------------------ | ----------------- | ---------------------------------- | -------------- | ---------------------------------------------------------------------------------------- | ---- | -- |
| Allocyclostoma   | Gen. et sp. nov | Schwarzhans, Stringer & Welton | Нижний мел (альб) | Формация Паупау (Pawpaw Formation) | США ( Техас)   | Представитель барбудообразных. Включает единственный вид — A. alienus.                   |      |    |
| Nezumia prikryli | Sp. nov         | Schwarzhans                    | Миоцен (ланг)     |                                    | Чехия          | Представитель рецентного рода Nezumia из семейства долгохвостовых отряда трескообразных. |      |    |
| Polyspinatus     | Gen. et sp. nov | Schrøder et al.                | Эоцен             | Формация Фур (Fur Formation)       | Дания          | Представитель барбудообразных. Включает единственный вид — P. fluere.                    |      |    |
| Texoma           | Gen. et sp. nov | Schwarzhans, Stringer & Welton | Нижний мел (альб) | Формация Паупау (Pawpaw Formation) | США · ( Техас) | Представитель барбудообразных. Включает единственный вид — T. cyclogaster.               |      |    |

### Колючепёрые
| Название                       | Новшество                | Авторы                                               | Возраст              | Типовая местность                                      | Страна                                     | Примечания | Илл. | ZB |
| ------------------------------ | ------------------------ | ---------------------------------------------------- | -------------------- | ------------------------------------------------------ | ------------------------------------------ | --- | ---- | -- |
| Acentrogobius matsya           | Sp. nov                  | Carolin et al.                                       | Миоцен (бурдигаль)   | Формация Квилон (Quilon Formation)                     | Индия · ( Керала)                          | Представитель рецентного рода Acentrogobius из семейства бычковых отряда бычкообразных.                                                                      |      |    |
| Amblyeleotris kireedam         | Sp. nov                  | Carolin et al.                                       | Миоцен (бурдигаль)   | Формация Квилон                                        | Индия · ( Керала)                          | Представитель рецентного рода Amblyeleotris из семейства бычковых отряда бычкообразных.                                                                      |      |    |
| Ancistrogobius indicus         | Sp. nov                  | Carolin et al.                                       | Миоцен (бурдигаль)   | Формация Квилон                                        | Индия · ( Керала)                          | Представитель рецентного рода Ancistrogobius из семейства бычковых отряда бычкообразных.                                                                     |      |    |
| Anisotremus rambo              | Sp. nov                  | Lin & Nolf                                           | Эоцен                |                                                        | США · ( Алабама · Луизиана · Техас)        | Представитель рецентного рода Anisotremus из семейства помадазиевых отряда окунеобразных.                                                                    |      |    |
| Arconiapogon                   | Gen. et sp. nov          | Marramà, Giusberti & Carnevale                       | Олигоцен (рюпель)    | Холмы Беричи (Berici Hills)                            | Италия · ( Венеция)                        | Представитель подсемейства Apogoninae семейства апогоновых отряда куртообразных. Включает единственный вид — A. deangelii.                                   |      |    |
| Astroscopus compactus          | Sp. nov                  | Lin & Nolf                                           | Эоцен                | Госпор-Сенд (Gosport Sand)                             | США · ( Алабама · Миссисипи)               | Представитель рецентного рода Astroscopus из семейства звездочётовых отряда драконообразных.                                                                 |      |    |
| Bellottia verecunda            | Sp. nov                  | Carnevale & Schwarzhans                              | Миоцен (мессиний)    |                                                        | Италия                                     | Представитель рецентного рода Bellottia из семейства бититовых отряда ошибнеобразных.                                                                        |      |    |
| Blennius vernyhorovae          | Sp. nov                  | Schwarzhans, Klots & Kovalchuk in Schwarzhans et al. | Средний миоцен       |                                                        | Украина ( Тернопольская область)           | Представитель рецентного рода морских собачек из семейства собачковых отряда собачкообразных.                                                                |      |    |
| Bostrychus marsilii            | Sp. nov                  | Carnevale & Schwarzhans                              | Миоцен (мессиний)    |                                                        | Италия                                     | Представитель рецентного рода бострихтов из семейства бутовых отряда бычкообразных.                                                                          |      |    |
| Bradyurus alessandroi          | Sp. nov                  | Bannikov & Zorzin                                    | Эоцен (ипр)          | Монте-Болка (Monte Bolca)                              | Италия · ( Верона)                         | Представитель окуневидных неясного систематического положения.                                                                                               |      |    |
| Callionymus vyali              | Sp. nov                  | Carolin et al.                                       | Миоцен (бурдигаль)   | Формация Квилон                                        | Индия · ( Керала)                          | Представитель рецентного рода Callionymus из семейства лировых отряда лирообразных.                                                                          |      |    |
| Centroberyx vaalsensis         | Sp. nov                  | Schwarzhans & Jagt                                   | Верхний мел (кампан) | Формация Ваалс (Vaals Formation)                       | Нидерланды · ( Лимбург)                    | Представитель рецентного рода центробериксов из семейства бериксовых отряда бериксообразных.                                                                 |      |    |
| Chaetodon wattsi               | Subgen. et sp. nov       | Marramà, Giusberti & Carnevale                       | Олигоцен (рюпель)    | Холмы Беричи                                           | Италия · ( Венеция)                        | Представитель рецентного рода рыб-бабочек из семейства щетинозубых отряда окунеобразных.                                                                     |      |    |
| Cichlasoma bluntschlii         | Sp. nov                  | Schwarzhans et al.                                   | Миоцен               | Формация Пебас (Pebas Formation)                       | Перу                                       | Представитель рецентного рода Cichlasoma из семейства цихловых отряда цихлообразных.                                                                         |      |    |
| Cirripectes biconvexus         | Sp. nov                  | Carolin et al.                                       | Миоцен (бурдигаль)   | Формация Квилон                                        | Индия · ( Керала)                          | Представитель рецентного рода Cirripectes из семейства собачковых отряда собачкообразных.                                                                    |      |    |
| «Citharus» varians             | Sp. nov                  | Lin & Nolf                                           | Эоцен                | Формация Кук-Маунтин (Cook Mountain Formation)         | США · ( Алабама · Техас)                   | Представитель семейства цитаровых отряда камбалообразных. |      |    |
| Coreoperca chosun              | Sp. nov                  | Nam, Nazarkin & Bannikov                             | Нижний миоцен        | Формация Геумгвандон (Geumgwangdong Formation)         | Республика Корея                           | Представитель рецентного рода Coreoperca из семейства Sinipercidae отряда окунеобразных.                                                                     |      |    |
| Coris medoboryensis            | Sp. nov                  | Schwarzhans, Klots & Kovalchuk in Schwarzhans et al. | Средний миоцен       |                                                        | Украина ( Тернопольская область)           | Представитель рецентного рода морских юнкеров из семейства губановых отряда губанообразных.                                                                  |      |    |
| Dicentrarchus oligocenicus     | Sp. nov                  | Grădianu, Bordeianu & Codrea                         | Олигоцен             | Формация Битуминоус-Марлс (Bituminous Marls Formation) | Румыния                                    | Представитель рецентного рода Dicentrarchus из семейства мороновых отряда моронообразных.                                                                    |      |    |
| Drombus thackerae              | Sp. nov                  | Carolin et al.                                       | Миоцен (бурдигаль)   | Формация Квилон                                        | Индия · ( Керала)                          | Представитель рецентного рода Drombus из семейства бычковых отряда бычкообразных.                                                                            |      |    |
| Eosciaena                      | Gen. et sp. nov          | Stringer, Parmley & Quinn                            | Эоцен (бартон)       | Формация Клинчфилд (Clinchfield Formation)             | США ( Джорджия)                            | Представитель семейства горбылёвых отряда хирургообразных. Включает единственный вид — E. ebersolei.                                                         |      |    |
| Fibramia keralensis            | Sp. nov                  | Carolin et al.                                       | Миоцен (бурдигаль)   | Формация Квилон                                        | Индия · ( Керала)                          | Представитель рецентного рода Fibramia из семейства апогоновых отряда куртообразных.                                                                         |      |    |
| Fusigobius? venadicus          | Sp. nov                  | Carolin et al.                                       | Миоцен (бурдигаль)   | Формация Квилон                                        | Индия · ( Керала)                          | Представитель семейства бычковых отряда бычкообразных, предположительно относящийся к рецентному роду Fusigobius.                                            |      |    |
| Gerres mlynskyi                | Sp. nov                  | Brzobohatý, Zahradníková & Hudáčková                 | Миоцен               | Венский бассейн (Vienna Basin)                         | Австрия · Франция · Польша · Словакия      | Представитель рецентного рода герресов семейства мохарровых отряда окунеобразных.                                                                            |      |    |
| «aff. Glyptophidium» stringeri | Sp. nov                  | Lin & Nolf                                           | Эоцен                |                                                        | США · ( Алабама · Миссисипи · Техас)       | Представитель семейства ошибневых отряда ошибнеобразных. |      |    |
| Gobiodon burdigalicus          | Sp. nov                  | Carolin et al.                                       | Миоцен (бурдигаль)   | Формация Квилон                                        | Индия · ( Керала)                          | Представитель рецентного рода Gobiodon из семейства бычковых отряда бычкообразных.                                                                           |      |    |
| Gobius bratishkoi              | Sp. nov                  | Schwarzhans, Klots & Kovalchuk in Schwarzhans et al. | Средний миоцен       |                                                        | Украина ( Тернопольская область)           | Представитель рецентного рода Gobius из семейства бычковых отряда бычкообразных.                                                                             |      |    |
| Gobius ukrainicus              | Sp. nov                  | Schwarzhans, Klots & Kovalchuk in Schwarzhans et al. | Средний миоцен       |                                                        | Украина ( Тернопольская область)           | Представитель рецентного рода Gobius из семейства бычковых отряда бычкообразных.                                                                             |      |    |
| Jaydia? quilonica              | Sp. nov                  | Carolin et al.                                       | Миоцен (бурдигаль)   | Формация Квилон                                        | Индия · ( Керала)                          | Представитель семейства апогоновых отряда куртообразных, предположительно относящийся к рецентному роду Jaydia.                                              |      |    |
| Jenynsia herbsti               | Sp. nov                  | Sferco et al.                                        | Верхний миоцен       |                                                        | Аргентина ( Катамарка)                     | Представитель рецентного рода Jenynsia из семейства Anablepidae отряда карпозубообразных.                                                                    |      |    |
| Libyachromis                   | Gen. et sp. nov          | Přikryl, Kaur & Murray                               | Олигоцен             |                                                        | Ливия                                      | Цихловое подсемейства Pseudocrenilabrinae. Включает единственный вид — L. fugacior.                                                                          |      |    |
| Makaira colonense              | Sp. nov                  | De Gracia et al.                                     | Верхний миоцен       | Формация Чагрес (Chagres Formation)                    | Панама · ( Колон)                          | Представитель рецентного рода марлинов семейства марлиновых отряда марлинообразных.                                                                          |      |    |
| Makaira fierstini              | Sp. nov                  | De Gracia et al.                                     | Верхний миоцен       | Формация Гатун (Gatún Formation)                       | Панама · ( Колон)                          | Представитель рецентного рода марлинов. |      |    |
| Medoborichthys                 | Gen. et 2 sp. nov        | Schwarzhans, Klots & Kovalchuk in Schwarzhans et al. | Средний миоцен       |                                                        | Украина ( Тернопольская область)           | Представитель подсемейства Gobiinae семейства бычковых, принадлежащий к линии Priolepis. Род включает два новых вида: M. renesulcistypus и M. podolicus.     |      |    |
| Mene garviei                   | Sp. nov                  | Lin & Nolf                                           | Эоцен                | Формация Кук-Маунтин                                   | США · ( Техас)                             | Представитель рецентного рода мен из семейства меновых отряда ставридообразных.                                                                              |      |    |
| Moldavigobius                  | Gen. et sp. et comb. nov | Reichenbacher & Bannikov                             | Средний миоцен       |                                                        | Молдова · Турция                           | Представитель семейства бычковых. Род включает два новых вида: - M. helenae Reichenbacher & Bannikov, 2022typus; - "Knipowitschia" suavis Schwarzhans, 2014. |      |    |
| Morgula                        | Gen. et sp. nov          | De Gracia et al.                                     | Верхний миоцен       | Формация Чагрес (Chagres Formation)                    | Панама · ( Колон)                          | Представитель семейства марлиновых. Включает единственный вид — M. donosochagrense.                                                                          |      |    |
| Oligopseudamia                 | Gen. et sp. nov          | Marramà, Giusberti & Carnevale                       | Олигоцен (рюпель)    | Холмы Беричи                                           | Италия · ( Венеция)                        | Представитель подсемейства Pseudaminae семейства апагоновых отряда куртообразных. Включает единственный вид — O. iancurtisi.                                 |      |    |
| Oniketia                       | Gen. et sp. nov          | Marramà, Giusberti & Carnevale                       | Олигоцен (рюпель)    | Холмы Беричи                                           | Италия · ( Венеция)                        | Представитель семейства бычковых отряда бычкообразных. Включает единственный вид — O. akihitoi.                                                              |      |    |
| Pagellus pamunkeyensis         | Sp. nov                  | Lin & Nolf                                           | Эоцен                | Формация Пиней-Пойнт (Piney Point Formation)           | США · ( Виргиния)                          | Представитель рецентного рода пагелей из семейства спаровых отряда спарообразных.                                                                            |      |    |
| Parascombrops yanceyi          | Gen. et sp. nov          | Lin & Nolf                                           | Эоцен                |                                                        | США · ( Техас)                             | Представитель рецентного рода Parascombrops из семейства акропоматовых отряда окунеобразных.                                                                 |      |    |
| Parenypnias                    | Gen. et 2 sp. nov        | Schwarzhans, Klots & Kovalchuk in Schwarzhans et al. | Средний миоцен       |                                                        | Чехия · Украина · ( Тернопольская область) | Представитель трибы Gobiosomatini подсемейства Gobiinae семейства бычковых. Род включает два новых вида: P. inauditustypus и P. kiselevi.                    |      |    |
| Pavarottia astescalpone        | Sp. nov                  | Bannikov & Zorzin                                    | Эоцен                | Монте-Болка                                            | Италия · ( Верона)                         | Представитель семейства Pavarottiidae подотряда окуневидных.                                                                                                 |      |    |
| Pebasciaena                    | Gen. et sp. nov          | Schwarzhans et al.                                   | Миоцен               | Формация Пебас                                         | Перу                                       | Горбылёвое. Включает единственный вид — P. amazonensis. |      |    |
| Plagioscion peyeri             | Sp. nov                  | Schwarzhans et al.                                   | Миоцен               | Формация Пебас                                         | Перу                                       | Представитель рецентного рода Plagioscion из семейства горбылёвых.                                                                                           |      |    |
| Pogonias tetragonus            | Sp. nov                  | Schwarzhans et al.                                   | Миоцен               | Формация Пебас                                         | Перу                                       | Представитель рецентного рода Pogonias из семейства горбылёвых.                                                                                              |      |    |
| Protoholocentrus               | Gen. et sp. nov          | Schwarzhans & Jagt                                   | Верхний мел (кампан) | Формация Ваалс                                         | Нидерланды · ( Лимбург)                    | Представитель голоцентрообразных неясного систематического положения. Включает единственный вид — P. janjanssensi.                                           |      |    |
| Prototetrapturus               | Gen. et comb. nov        | De Gracia et al.                                     | Миоцен (мессиний)    | locality of ‘Les Planteurs’                            | Алжир                                      | Представитель семейства марлиновых; новая комбинация для "Xiphiorhynchus" courcelli Arambourg, 1927                                                          |      |    |
| Scomber collettei              | Sp. nov                  | Bannikov & Erebakan                                  | Миоцен               |                                                        | Россия · ( Краснодарский край)             | Скумбрия. |      |    |
| Sillaginocentrus crispus       | Sp. nov                  | Schwarzhans & Jagt                                   | Верхний мел (кампан) | Формация Ваалс                                         | Нидерланды · ( Лимбург)                    | Представитель голоцентрообразных неясного систематического положения.                                                                                        |      |    |
| Siphamia minor                 | Sp. nov                  | Carolin et al.                                       | Миоцен (бурдигаль)   | Формация Квилон                                        | Индия · ( Керала)                          | Представитель рецентного рода Siphamia из семейства апогоновых отряда куртообразных.                                                                         |      |    |
| Somalichromis                  | Gen. et sp. nov          | Murray                                               | Олигоцен             | Серия Дабан (Daban Series)                             | Сомали / Сомалиленд                        | Цихловое подсемейства Pseudocrenilabrinae. |      |    |
| Spathochoira                   | Gen. et comb. nov        | De Gracia et al.                                     | Верхний миоцен       | Формация Истовер (Eastover Formation)                  | США · Виргиния                             | Представитель семейства марлиновых; новая комбинация для "Istiophorus" calvertensis Berry, 1917                                                              |      |    |
| Thorogobius antirostratus      | Sp. nov                  | Brzobohatý, Zahradníková & Hudáčková                 | Миоцен               | Венский бассейн                                        | Словакия                                   | Представитель рецентного рода Thorogobius из семейства бычковых отряда бычкообразных.                                                                        |      |    |
| Trachinus meridianus           | Sp. nov                  | Schwarzhans & Kovalchuk                              | Миоцен               |                                                        | Польша · Украина                           | Представитель рецентного рода морских драконов из семейства драконовых отряда драконообразных.                                                               |      |    |
| Umbrina pachaula               | Sp. nov                  | Schwarzhans et al.                                   | Миоцен               | Формация Пебас                                         | Перу                                       | Представитель рецентного рода умбрин из семейства горбылёвых.                                                                                                |      |    |
| Waitakia beelzebub             | Sp. nov                  | Lin & Nolf                                           | Эоцен                | Формация Пиней-Пойнт                                   | США · ( Алабама · Виргиния)                | Представитель подсемейства Hemerocoetinae из семейства перкофовых отряда драконообразных.                                                                    |      |    |

### Прочие лучепёрые рыбы
| Название                     | Новшество         | Авторы                          | Возраст                   | Типовая местность                                       | Страна                         | Примечания | Илл. | ZB |
| ---------------------------- | ----------------- | ------------------------------- | ------------------------- | ------------------------------------------------------- | ------------------------------ | --- | ---- | -- |
| Archaeotolithus doppelsteini | Sp. nov           | Schwarzhans & Keupp             | Нижняя юра (плинсбах)     | Формация Амальтеентон (Amaltheenton Formation)          | Германия · ( Бавария)          | Лучепёрая рыба неясного систематического положения. |      |    |
| Concentrilepis               | Gen. et sp. nov   | Stack & Gottfried               | Пермь (кунгур)            | Миннекахта-Лаймстоун (Minnekahta Limestone)             | США · ( Южная Дакота)          | Ранняя лучепёрая рыба, анатомически сопоставимая с представителями парафилетической группы палеонискообразных. Включает единственный вид — C. minnekahtaensis.                                |      |    |
| Genartina princeps           | Sp. nov           | Schwarzhans, Stringer & Welton  | Нижний мел (альб)         | Формация Паупау (Pawpaw Formation)                      | США · ( Техас)                 | Костистая рыба неясного систематического положения, возможно, близкая к альбулообразным. |      |    |
| Germanostomus                | Gen. et sp. nov   | Cooper et al.                   | Нижняя юра (тоар)         | Посейдония-Шейл (Posidonia Shale)                       | Германия · ( Баден-Вюртемберг) | Представитель подсемейства Asthenocorminae семейства Pachycormidae. Включает единственный вид — G. pectopteri.                                                                                |      |    |
| Teffichthys elegans          | Sp. nov           | Yuan et al.                     | Нижний триас (инд)        | Формация Дэй (Daye Formation)                           | Китай · (Гуйчжоу)              | Представитель семейства Perleididae отряда Perleidiformes. |      |    |
| Italopterus                  | Gen. et comb. nov | Shen & Arratia                  | Триас                     |                                                         | Италия                         | Представитель семейства Thoracopteridae отряда Peltopleuriformes. Включает два вида: "Thoracopterus" magnificus Tintori & Sassi, 1987typus и "Thoracopterus" martinisi Tintori & Sassi, 1992. |      |    |
| Kaykay                       | Gen. et sp. nov   | Gouiric-Cavalli & Arratia       | Верхняя юра               |                                                         | Аргентина                      | Представитель отряда Pachycormiformes. Включает единственный вид — K. lafken. |      |    |
| Leptolepis buttenheimensis   | Sp. nov           | Schwarzhans & Keupp             | Нижняя юра (плинсбах)     | Формация Амальтеентон                                   | Германия · ( Бавария)          | Костистая рыба из семейства Leptolepididae отряда Leptolepidiformes. |      |    |
| Leptolepis steberae          | Sp. nov           | Schwarzhans & Keupp             | Нижняя юра (плинсбах)     | Формация Амальтеентон                                   | Германия · ( Бавария)          | Костистая рыба из семейства Leptolepididae. |      |    |
| Marcopoloichthys furreri     | Sp. nov           | Arratia                         | Средний триас (ладин)     | Формация Просанто (Prosanto Formation)                  | Швейцария ( Граубюнден)        | Представитель семейства Marcopoloichthyidae клады Teleosteomorpha. |      |    |
| Nusaviichthys                | Gen. et sp. nov   | Alvarado-Ortega & Modesto Alves | Нижний мел (альб)         | Лагерштетт Тлайуа (Tlayúa lagerstätte)                  | Мексика · ( Пуэбла)            | Костистая рыба из семейства Notelopidae отряда Crossognathiformes. Включает единственный вид — N. nerivelai.                                                                                  |      |    |
| Palaeoneiros                 | Gen. et sp. nov   | Giles et al.                    | Верхний девон (фамен)     | Формация Чадакоин (Chadakoin Formation)                 | США ( Пенсильвания)            | Ранняя лучепёрая рыба, имеющая сходство с последевонскими видами Wendyichthys dicksoni и Cyranorhis bergeraci. Включает единственный вид — P. clackorum.                                      |      |    |
| Piratata                     | Gen. et sp. nov   | Richter et al.                  | Пермь (приуралий)         | Формация Педра-де-Фого (Pedra de Fogo Formation)        | Бразилия · ( Мараньян · Пиауи) | Лучепёрая рыба, относящаяся к морфотипу, который характеризуются глубокими (высокими) чешуями. Включает единственный вид — P. rogersmithii.                                                   |      |    |
| Pisquiesichnus (ихнород)     | Igen. et isp. nov | Ayranci et al.                  | Силур (лландоверий)       | Шаравра-Мембер (Sharawra Member)                        | Саудовская Аравия              | Возможно, древнейшие следы отдыха рыбы, которые, как предполагается, могли быть оставлены малоподвижным представителем лучепёрых. Включает единственный ихновид — P. dashtgardi.              |      |    |
| Pleuropholis germinalis      | Sp. nov           | Olive, Taverne & Brito          | Нижний мел (баррем — апт) | Формация Сент-Барб-Клейс (Sainte-Barbe Clays Formation) | Бельгия · ( Валлония)          | Костистая рыба из семейства Pleuropholidae. |      |    |
| Saurichthys sui              | Sp. nov           | Fang & Wu                       | Верхний триас             | Джунгарский бассейн (Junggar Basin)                     | Китай · (Синьцзян)             | Представитель семейства Saurichthyidae отряда Saurichthyiformes. |      |    |
| Saurichthys taotie           | Sp. nov           | Fang et al.                     | Верхний триас (карний)    | Формация Сяова (Xiaowa Formation)                       | Китай · (Гуйчжоу · Юньнань)    | Представитель семейства Saurichthyidae. |      |    |
| Seinstedtia                  | Gen. et sp. nov   | Schultze et al.                 | Верхний триас (норий)     |                                                         | Германия · ( Нижняя Саксония)  | Представитель Teleosteomorpha неясного систематического положения. Включает единственный вид — S. parva.                                                                                      |      |    |
| Xinjiangodus                 | Gen. et sp. nov   | Zhou et al.                     | Верхний мел               | Формация Донгоу (Donggou Formation)                     | Китай · (Синьцзян)             | Представитель семейства Pycnodontidae. Включает единственный вид — X. gyrodoides. Омоним рода конодонтов Xinjiangodus Yue & Gao, 1992.                                                        |      |    |

- Kumar et al. описали материал пикнодонтообразной рыбы cf. Eomesodon[англ.] sp. из среднеюрских (батских) отложений формации Джайсалмер (Jaisalmer Formation) в индийском штате Раджастан. Это древнейшие известные на момент открытия остатки пикнодонтов, живших в районе Восточной Гондваны[140].
- Capasso описал случай экспансивного эндокавитального поражения на уровне хвостового тракта позвоночника ювенильной особи пикнодонта из верхнего мела (сеномана) Ливана[141].
- Matsui & Kimura опубликовали исследование механизма замещения и имплантации зубов Serrasalmimus secans. Исследователи пришли к выводу, что пикнодонты семейства Serrasalmimidae независимо освоили вертикальное замещение зубов при истинной текодонтной имплантации (как у млекопитающих)[142].
- Micklich & Arratia опубликовали исследование анатомии и родственных связей Thaumaturus intermedius[англ.], известного из эоценовых отложений карьера Мессель (Германия)[143].

## Лопастепёрые рыбы
| Название                | Новшество       | Авторы                             | Возраст                  | Типовая местность                                      | Страна                         | Примечания                                                                                | Илл. | ZB |
| ----------------------- | --------------- | ---------------------------------- | ------------------------ | ------------------------------------------------------ | ------------------------------ | ----------------------------------------------------------------------------------------- | ---- | -- |
| Dianodipterus           | Gen. et sp. nov | Luo et al.                         | Средний девон (эйфель)   | Формация Цюйцзин (Qujing Formation)                    | Китай · (Юньнань)              | Двоякодышащая рыба. Включает единственный вид — D. huizeensis.                            |      |    |
| Diplurus enigmaticus    | Sp. nov         | Brownstein & Bissell               | Триас                    | Firestone locality                                     | США · ( Нью-Джерси)            | Представитель целакантообразных.                                                          |      |    |
| Langlieria smalingi     | Sp. nov         | Downs & Daeschler                  | Верхний девон (фран)     | Формация Кэтскилл (Catskill Formation)                 | США ( Пенсильвания)            | Тетраподоморф из семейства Tristichopteridae.                                             |      |    |
| Libys callolepis        | Sp. nov         | Ferrante, Menkveld-Gfeller & Cavin | Нижняя юра (тоар)        | Формация Штадельграбен (Stadelgraben Formation)        | Швейцария                      | Представитель семейства латимериевых.                                                     |      |    |
| Qikiqtania              | Gen. et sp. nov | Stewart et al.                     | Верхний девон (фран)     | Формация Фрам (Fram Formation)                         | Канада · ( Нунавут)            | Элпистостегалия. Включает единственный вид — Q. wakei.                                    |      |    |
| Rhizodus serpukhovensis | Sp. nov         | Smirnova                           | Нижний карбон (серпухов) | Местонахождение Заборье                                | Россия · ( Московская область) | Тетраподоморф из семейства Rhizodontidae.                                                 |      |    |
| Rinconodus              | Gen. et sp. nov | Panzeri et al.                     | Верхний мел (сантон)     | Формация Бахо-де-ла-Карпа (Bajo de la Carpa Formation) | Аргентина · ( Неукен)          | Двоякодышащая рыба из семейства Ceratodontidae. Включает единственный вид — R. salvadori. |      |    |

- Ciudad Real et al. опубликовали обзор филогенетических анализов ониходонтид[англ.], в котором попытались объяснить причины расхождений в различных исследованиях[151].
- Mondéjar Fernandez et al. опубликовали исследование онтогенеза и гистологии радиалий хвостового плавника Miguashaia bureaui[англ.][152].
- Cui et al. описали два хорошо сохранившихся экземпляра Youngolepis praecursor[англ.] из нижнедевонской формации Ситунь[англ.] (Xitun Formation) в Китае. Изучив эти образцы, палеонтологи предприняли попытку определить, как происходила эволюция дурофагии[англ.] двоякодышащих; согласно полученным выводам, соответствующие адаптации возникли всего за 7 млн лет[153].
- Panzeri, Pereyra & Cione провели исследование гистологии зубных пластинок двоякодышащей рыбы Metaceratodus baibianorum из верхнемеловой формации Ла-Колония[англ.] (Аргентинская Патагония)[154].
- Hirasawa et al. опубликовали исследование анатомии и филогенетического положения Palaeospondylus[англ.] из среднего девона Шотландии, в котором определили его как тетраподоморфа, промежуточного между такими таксонами как Eusthenopteron и Panderichthys[англ.][155].

## Прочие
| Название      | Новшество       | Авторы                                            | Возраст        | Типовая местность                           | Страна            | Примечания | Илл. | ZB |
| ------------- | --------------- | ------------------------------------------------- | -------------- | ------------------------------------------- | ----------------- | --- | ---- | -- |
| Permodontodus | Gen. et sp. nov | McMenamin                                         | Пермь (кунгур) | Формация Веллингтон (Wellington Formation)  | США ( Оклахома)   | Костная рыба неясного систематического положения, возможно, лопастепёрая рыба. Включает единственный вид — P. waurikensis. |      |    |
| Qianodus      | Gen. et sp. nov | Andreev, Sansom, Li, Zhao & Zhu in Andreev et al. | Силур (аэрон)  | Формация Жунси (Rongxi Formation)           | Китай · (Гуйчжоу) | Раннее челюстноротое, вероятно, стволовая хрящевая рыба. Включает единственный вид — Q. duplicis.                          |      |    |
| Shenacanthus  | Gen. et sp. nov | Zhu, Li, Ahlberg & Zhu in Zhu et al.              | Силур (телич)  | Формация Хуэйсиншао (Huixingshao Formation) | Китай · (Чунцин)  | Стволовая хрящевая рыба. Включает единственный вид — S. vermiformis.                                                       |      |    |